# I理論
I理論 （あいりろん）もしくは五十嵐理論は、競馬における血統理論の一つ。考案者は五十嵐良治。

## 歴史
五十嵐良治はシベリア抑留から帰国後競馬の予想理論の研究を行うようになった。はじめは調教時計を基にした理論の構築を目指したが次第に血統に基づく競走馬の基礎的な能力の研究に関心が移るようになった。五十嵐は「同一の祖先による優性遺伝によって馬は走る」とするピーター・ウィレットの理論に共鳴し、競走馬の8代前までの祖先同士に発生するインブリードをもとに競走馬の能力を導き出す手法を考案した。これがI理論である。
I理論は1984年に『競馬ブック』誌上で発表され、1994年に五十嵐が没した後、五十嵐に師事していた久米裕がI理論に基づく血統研究を引き継ぎ、IK血統研究所を設立した。久米はI理論に若干の独自考察を加えており、そのため久米の理論をとくに久米のイニシャルを入れてIK理論と呼ぶ場合もあり、IK血統研究所は久米の没後に正式名称をIK理論とした。
2012年に久米が没した後は、I理論による血統研究はIK血統研究所の所長代行となった羽鳥昴と、IK血統研究所の元社員・つきじ修治が設立したペガサス・ビューロー（ペガサス血統研）によって行われている。

## 理論
I理論では、「サラブレッドの競走能力は、父と母がもつ同一の祖先（クロス馬）によってのみ決定される」という立場に立つ。父と母の種牡馬・繁殖牝馬としての能力は無視し、あくまでも父と母の相性のみを競走馬の能力の判断材料とする。
影響力について考察する際は、考察対象となる競走馬の父の父、父の母、母の父、母の母について、それぞれが持つクロス馬の血統表上の位置を基に影響力を計算し、父方と母方の影響力が拮抗しているか、一頭だけ突出して大きな影響力を持つ馬がいてその他の馬の影響力が拮抗している場合を肯定的に評価する。
なお、6 - 8代前にクロス馬が一頭もいない状態を「弱点・欠陥・穴」、重要なクロス馬の代が父方と母方で離れている状態を「世代ズレ」と呼び、否定的に評価する。

## クロス馬の評価基準

### I理論
クロス馬の評価について、I理論では
1. 種類・数
2. 位置・配列
3. 質（特徴・適性）
4. 相互の結合度（結集度）

を検討する。

### 久米裕の基準
久米は、血統評価において五十嵐が重視していた以下の8項目の要素を抽出し、各要素を5点満点で採点し、その合計値によってサラブレッドの血統を7段階のスケールで評価した。五十嵐も以下の8項目の要素から7段階のスケール評価を行なっていたことは同じであるが、どのようにスケール評価を行うかについては久米の発表によるものである。
1. 主導勢力
2. 位置・配置
3. 結合度
4. 弱点・欠陥
5. 影響度バランス
6. 種類・数
7. 質・傾向
8. スピード・スタミナ

### つきじ修治の評価基準
つきじ修治は久米による8項目をさらに11項目に細分化し、さらに4つの参考項目に基づいた分析を行っている。11項目はそれぞれ10点、5点、0点で採点され、その合計値によってサラブレッドの血統を6段階のスケールで評価する。
1. 主導明確性
2. 位置・配置
3. 血の結合度
4. 血の集合力
5. 弱点・欠陥
6. 影響度バランス
7. 種類・数
8. 質・再現度
9. 流れ・統一性
10. スピード要素
11. スタミナ要素

（参考項目）
1. 芝適性
2. ダート適性
3. 日本適性
4. 成長力

## I理論に基づく主張
- 五十嵐門下の久米裕は、「競走馬の能力はクロス馬によってのみ決定される」としつつも、育成・調教の巧拙が競走成績に影響を及ぼすことを認めている。そのことから「育成・調教のレベル差から外国産馬が内国産馬よりも、関東馬よりも関西馬が走る」と主張した。
- 久米裕はノーザンテーストについて、「社台グループの優れた育成技術の影響で同グループ生産の産駒が活躍したが、ノーザンテースト自身は一流種牡馬ではない。」と主張した。